# 173. pehotna brigada (ZDA)
173. pehotna brigada (izvirno angleško 173rd Infantry Brigade) je bila pehotna brigada Kopenske vojske Združenih držav Amerike.

## Zgodovina
Brigada je bila ukinjena s preoblikovanjem v 173. zračnoprevozno brigado.

## Pripadniki
- štabni vodnik Salvatore A. Giunta, prejel medaljo časti leta 2010, s čimer je postal prvi živeči prejemnik tega odlikovanja od vietnamske vojne